# Ignacio Araujo
Ignacio Araujo Múgica (Madrid, 9 de diciembre de 1929-Pamplona, 21 de junio de 2025) fue un arquitecto y catedrático universitario español.

## Biografía
Ignacio Araujo obtuvo el título de arquitecto en 1955 por la Escuela de Arquitectura de Madrid. Un año después, Josemaría Escrivá le pidió que se trasladara a Pamplona para colaborar en el Estudio General de Navarra, futura Universidad de Navarra. En 1964, el rector José María Albareda le encargó que pusiera en marcha la Escuela Técnica Superior de Arquitectura de la Universidad de Navarra (ETSAUN). Araujo, acompañado por César Ortiz-Echagüe visitaron varias escuelas de arquitectura en: Múnich, Zúrich y Stuttgart; mientras que Rafael Echaide viajó a Suecia, y Jaime López de Asiáin a Estados Unidos. Araujo intervino en la decisión de que la ETSAUN estuviera en Pamplona, en lugar de San Sebastián —como quería la Diputación de Guipúzcoa—, ya que según señalaba Araujo, la arquitectura tiene un componente más humanista, que técnico.
En la ETSAUN, Araujo ocupó diversos cargos: fue el primer director (1964-1970); director de Estudios (1970-1975) y subdirector (1975-1989). Su dedicación a la docencia ha quedado reflejado en sus publicaciones.
Desde 1956 es miembro del Colegio Oficial de Arquitectos Vasco-Navarro.
En 1979 obtuvo la cátedra de Proyectos arquitectónicos en la Universidad Politécnica de Valencia.
Falleció en Pamplona el 21 de junio de 2025, a los 95 años.

## Premios y distinciones
- Placas de la Fundación DOCOMOMO Ibérico (2014), otorgadas por el Colegio Oficial de Arquitectos Vasco-Navarro a la Clínica Universidad de Navarra (en sus fases I y II). Ambas fases del edificio fueron proyectados entre 1965-1967 por los arquitectos Araujo y Juan Lahuerta.[5]
- Placa de la Fundación DOCOMOMO Ibérico (2017), otorgado por el Colegio Oficial de Arquitectos Vasco-Navarro a la Biblioteca de la Universidad de Navarra, por ser uno de los edificios emblemáticos del Movimiento Moderno en Pamplona.[6][7]

- Placa de la Fundación DOCOMOMO Ibérico, otorgado por el Colegio Oficial de Arquitectos Vasco-Navarro a las viviendas colectivas en la calle Florida (Vitoria), proyectadas por los arquitectos Araujo y Lahuerta (1958-1960).[4]

## Proyectos
A lo largo de su trayectoria, el profesor Araujo ha participado en la construcción de más de 1400 viviendas en la capital foral, en Navarra y en el País Vasco. Entre todos ellos, se encuentran:

### Edificios residenciales
- Colegio Mayor Aralar, Pamplona, 1957-1959[8]
- Viviendas, Vitoria, 1958-1960

### Edificios universitarios y sanitarios
- Primera Biblioteca de la Universidad de Navarra, Pamplona, 1965[9][10][11]
- Clínica Universidad de Navarra (Segunda Fase), Pamplona, 1965[12][13]
- Clínica Universidad de Navarra (Tercera Fase), Pamplona, 1971[12]
- Biblioteca de Humanidades de la Universidad de Navarra, Pamplona, 1998[14]
- Torre I y Torre II del Colegio Mayor Belagua, Universidad de Navarra, Pamplona, 1968[15]
- Colegio Mayor Olabidea, Universidad de Navarra, Pamplona, 1994[15]

## Libros y publicaciones
La forma arquitectónica
- Ignacio Araujo Múgica (1971), Lecciones de análisis de formas arquitectónicas, Pamplona: EUNSA.
- Ignacio Araujo Múgica (1976), La forma arquitectónica, Pamplona: EUNSA.
- Ignacio Araujo Múgica (1981), Cuestiones de pedagogía arquitectónica: notas para el curso de doctorado, Pamplona: EUNSA.
- Ignacio Araujo Múgica (1986), El arquitecto y el dibujo en el proceso del proyecto, Pamplona ETSAUN.
- Ignacio Araujo; Inmaculada Jiménez Caballero; José Ramón Garitaonaindía (1996), Proyecto y vivienda: el diseño de los espacios para el hombre, Pamplona: EUNSA.
- Ignacio Araujo Múgica (1988), El proyecto como tesis doctoral, Pamplona: ETSAUN.